# Горобиновий вальс
«Горобиновий вальс» — кінофільм режисерів Олени Семенової та Олександра Смирнова, що вийшов на екрани в 2009. Картина удостоєна ряду російських кінопремій.

## Зміст
Друга світова війна залишила після себе страшні подарунки. Ліквідувати наслідки довелося ще довгі роки, і дотепер періодично звучать відгомони луни війни. Це історія про саперів, які ризикуючи життям, знешкоджували тисячі мін, які залишилися після відступу німців. Кожен день, ризикуючи життям, вони все-таки не забували і про таких маленьких радощах, як любов. Але не всі любовні історії мають щасливий кінець.

## Ролі
| Актор                | Роль            |
| -------------------- | --------------- |
| Леонід Бічевін       | -               |
| Карина Андоленко     | -               |
| Владислав Вєтров     | слідчий Кирилов |
| Сергій Горобченко    | -               |
| Валерія Ланська      | -               |
| Дарина Мельникова    | -               |
| Марія Бердинських    | -               |
| Єлизавета Арзамасова | Лєна            |
| Поліна Ражнікова     | -               |
| Сюзанна Акєжева      | -               |

## Знімальна група
- Режисери-постановники — Олена Семенова, Олександр Смирнов
- Сценаристи — Тетяна Мірошник, Олена Семенова, Марія Снежна
- Продюсери — Володимир Єсінов, Марія Журомська
- Композитор — Євген Дога
- Оператор-постановщик — Олександр Смирнов